# Rudolf Vienup
Rudolf Vienup (* 3. Januar 1891 in Jever; † 30. Januar 1969 in Wilhelmshaven) war ein deutscher Politiker.
Der gelernte Buchdrucker gehörte von 1907 an der SPD an. Nach Ende des Zweiten Weltkriegs war er von der ersten Sitzung am 30. Januar 1946 bis zur letzten am 6. November 1946 Abgeordneter im Ernannten Landtag von Oldenburg.